# Bathycolpodes vuattouxi
Bathycolpodes vuattouxi är en fjärilsart som beskrevs av Claude Herbulot 1972. Bathycolpodes vuattouxi ingår i släktet Bathycolpodes och familjen mätare. Inga underarter finns listade i Catalogue of Life.